# Palmdale
Palmdale – miasto w Stanach Zjednoczonych, w stanie Kalifornia, w hrabstwie Los Angeles. Znajduje się niedaleko Los Angeles, od którego jest oddzielone pasmem górskim San Gabriel. Liczba ludności Palmdale wynosi łącznie 152 622 mieszkańców. Część miasta umiejscowiona jest na terenie pustyni Mojave. W 1956 miała miejsce Bitwa nad Palmdale.

## Klimat
Miasto leży w strefie klimatu pustynnego. Lata w mieście są suche i gorące, noce bywają zimne, natomiast dni są gorące i parne. Pasmo górskie łagodzi wiatry przybywające z Oceanu Spokojnego. Średnia roczna temperatur wynosi około 15 °C.

## Miasta partnerskie
- Poncitlán, Meksyk